# خدرنق رقيق
خدرنق رقيق (الاسم العلمي: Cheiracanthium tenue) هو نوع من العنكبوتيات يتبع جنس الخدرنق من الفصيلة العناكب الكيسية.